# Стела
 Тази статия е за вида плоча.  За общината в Северна Италия вижте Стела (Италия).  
Стèлата (на гръцки: στήλη; латинизирано: stela) е каменна или дървена плоча, обикновено надгробна или възпоменателна, върху която най-често са изписани имена, титли и съобщения за значителни събития или важни закони, гравирани релефно или нанесени с боя.
Стелите се използват и като териториални маркери за разграничаване на поземлени владения.
„Стела“ означава още звезда (от латинското stella). Думата е използвана като име за първи път от Филип Сидни (1554–1586) в сонетите му. На санскрит с думата „стела“ се означава паметник с надпис или релеф.